# Autumn Breeze
Pour les articles homonymes, voir Breeze.
Autumn Breeze est un groupe de rock suédois formé en 1972 par Gert Nilsson et Leif Forsberg.

## Discographie

### Albums studio
- Höstbris, 1979
- Demo Tapes, 2009
- The Autumn Band, 2010

### Album live
- På Radio 1978, 2009

### Compilation
- Glimpses From A Lifetime - 20:12, 2011